# القاعدة الجوية (طوزيطالشمالية)
القاعدة الجوية هو دُوَّار يقع بجماعة عامر السفلية، إقليم القنيطرة، جهة الرباط سلا القنيطرة في المملكة المغربية. ينتمي الدوّار لمشيخة طوزيطالشمالية التي تضم 8 دواوير. يقدر عدد سكانه بـ 1326 نسمة حسب الإحصاء الرسمي للسكان والسكنى لسنة 2004.

## روابط خارجية
- البوابة الوطنية للجماعات الترابية
- المندوبية السامية للتخطيط